# Grace Poe
Mary Grace Natividad Poe y Sonora de Llamanzares (bautizada el 3 de septiembre de 1968, idioma tagalo: [po]) es una senadora, empresaria, educadora y filántropa filipina. Es hija adoptiva de los actores Susan Roces y Fernando Poe Jr. Se desempeñó como presidenta de la Junta de Clasificación y Revisión de Películas y Televisión (MTRCB) de 2010 a 2012 y en el Senado de Filipinas desde 2013.

## Educación
En 1975, Poe asistió a la escuela primaria en Saint Paul College of Pasig y Saint Paul College of Makati . En 1982, Poe se trasladó a Assumption College San Lorenzo para cursar la secundaria. Después de la escuela secundaria, Poe ingresó a la Universidad de Filipinas Manila (UP), donde se especializó en estudios de desarrollo. Se trasladó a Boston College, donde se graduó con un título en ciencias políticas en 1991. Hizo una pasantía para la campaña de William Weld mientras estaba en la universidad.

## Carrera política

### Elecciones presidenciales de 2004
En 2003, el padre de Poe, Fernando Poe, Jr., anunció que ingresaba a la política, postulándose para la presidencia de Filipinas en las próximas elecciones bajo el Koalisyon ng Nagkakaisang Pilipino (KNP) contra la entonces presidenta Gloria Macapagal-Arroyo . Poe regresó a Filipinas para ayudarlo en la campaña, pero luego regresó a los Estados Unidos. 
Fernando Poe, Jr. fue trasladado de urgencia al hospital después de un derrame cerebral ese mismo año. Grace regresó inmediatamente a Filipinas, solo para llegar poco después de que su padre muriera el 14 de diciembre de 2004. Tras la muerte de su padre, Poe y su familia decidieron regresar permanentemente a Filipinas el 8 de abril de 2005, para estar con su madre viuda.

### Junta de Regulación de los Medios
En las elecciones generales de 2010, Poe se desempeñó como coordinadora de Kontra Daya, organismo encargado de la cuestión electoral en Filipinas. El 10 de octubre de 2010, el presidente Benigno Aquino III nombró a Poe como presidenta de la Junta de Clasificación y Revisión de Películas y Televisión (MTRCB). Prestó juramento el 21 de octubre de 2010 en el Palacio de Malacañán, siendo posteriormente reelegida por el presidente Aquino para otro mandato el 23 de octubre de 2011.
Mientras estaba en el MTRCB, Poe abogó por una agencia "progresista" que hubiera permitido a las industrias de la televisión y el cine ayudar a la economía filipina. Al comienzo de su mandato, Poe promovió la implementación de un nuevo sistema de clasificación para los programas de televisión, que dijo que estaba "diseñado para capacitar a los padres para que sean cautelosos y vigilantes con los hábitos de visualización de sus hijos". Esto se complementó con la implementación de un nuevo sistema de clasificación de películas, un sistema que sigue de cerca el nuevo sistema de clasificación de televisión, al final de su mandato.

### Elección como Senadora
Aunque desde 2010 se rumoreaba que Poe se postularía al Senado, su candidatura no se confirmó sino hasta el 1 de octubre de 2012, cuando el presidente Aquino anunció que había sido elegida como candidata al senado por la coalición de Gobierno, Team PNoy. Aunque se postuló por esta coalición, oficialmente Poe se inscribió como candidata independiente. Así mismo, Poe fue candidata invitada de la coalición izquierdista Makabayan. Así mismo fue, junto con Loren Legarda y Francis Escudero, una de los tres candidatos invitados por la opositora Alianza Nacionalista Unida, liderada por el vicepresidente Jejomar Binay. Sin embargo, en febrero de 2013 la lista les retiró el apoyo a los tres.
Los analistas notaron el rápido aumento de apoyo a Poe en las encuestas electorales, tendencia que atribuyó el analista Harvey Keh a la simpatía popular por su fallecido padre, contribuyendo también la alta confianza pública por el nombre de Poe. Antes del inicio de la temporada electoral, Poe ocupó el puesto vigésimo octavo en una encuesta preliminar realizada por Social Weather Stations (SWS) a mediados de 2012, antes del inicio del período de presentación.  Inmediatamente después de presentar su candidatura, Poe inicialmente ocupó el decimoquinto lugar en la primera encuesta de la elección, publicada por StratPOLLS.  Si bien ocupó el puesto 20 en una encuesta publicada por SWS a finales de año, entró en el top 12 en enero de 2013, donde ella se quedó. En la última encuesta publicada por Pulse Asia en abril de 2013, ocupó el tercer lugar.  
Si bien la propia Poe admitió que su mayor fortaleza en la campaña era su apellido, también admitió que sería insuficiente para ella ser elegida simplemente por eso, enfatizando que su plataforma es tan importante como su nombre para que sea elegida para el Senado. También desestimó las afirmaciones de que su candidatura fue la venganza de su familia contra la pérdida de su padre en 2004, diciendo que todo lo que quiere hacer es servir en caso de que sea elegida para el Senado. Un día después de las elecciones, Poe fue anunciada como una de las ganadoras con el mayor número de votos.
Durante su campaña al Senado prometió continuar el legado de su padre. Específicamente, prometió más leyes de seguridad laboral para los trabajadores, revivir el programa nacional de almuerzos de escuelas primarias introducido por primera vez durante el gobierno de Ferdinand Marcos, la instalación de cámaras de seguridad de circuito cerrado en oficinas gubernamentales y penas más estrictas contra la pornografía infantil. Así mismo, se expresó en contra de la censura de internet.

### Primer Mandato como Senadora (2013-2016)
Poe presentó el proyecto de ley "Sustento para el niño filipino" que buscaba dar comida gratuita a los niños matriculados en escuelas primarias y secundarias públicas, con el fin de solucionar los problemas de desnutrición infantil en Filipinas. 
Así mismo, Poe presentó el proyecto de ley llamado "Primeros 1000 días", que buscaba asegurar la alimentación de los niños en sus primeros 1000 días, con el fin de reducir la mortalidad infantil. 
En 2015, Poe dirigió las investigaciones de la legislatura sobre el enfrentamiento de Mamasapano, que dejó 44 miembros de la Fuerza de Acción Especial muertos. 

### Campaña Presidencial
Se especuló ampliamente que Poe sería candidata a presidencial o vicepresidencial en las elecciones de 2016. Poe ocupó el primer lugar en una encuesta de preferencias presidenciales emitida por Pulse Asia en junio de 2015 con una calificación del 30%, superando al anterior vicepresidente Jejomar Binay, que tenía una calificación del 22%. También ocupó el primer lugar en la encuesta de vicepresidencia, con una preferencia del 41% en todo el país. En una encuesta de opinión emitida por Social Weather Stations (SWS) en junio de 2015, Poe también ocupó el primer lugar, con una preferencia del 42%. También ocupó el primer lugar en la encuesta de vicepresidencia de SWS, con una calificación del 41%. 
El 16 de septiembre de 2015, Poe, junto con su formula vicepresidencial, Francis Escudero, presentó su candidatura, respaldada por una coalición entre su partido, Galing en Puso y la Coalición Popular Nacionalista. 

### Segundo Mandato como Senadora (2016-Actualidad)
En noviembre de 2016, Poe votó a favor de una resolución presentada por la senadora Risa Hontiveros, que buscaba rechazar el entierro del fallecido dictador Ferdinand Marcos en Libingan ng mga Bayani. 
En febrero de 2017 votó a favor de la Ley de Reforma Fiscal para la Aceleración e Inclusión o Ley TRAIN. Luego de que la tasa de inflación aumentara debido a la ley, Poe dijo que votó a favor porque el presidente Duterte 'necesitaba fondos'. El mismo mes, Poe no apoyó la resolución que declaraba que el Senado tenía la voz y el derecho para terminar cualquier tratado o acuerdo internacional. El 13 de diciembre de 2017, votó a favor de la extensión de la ley marcial en Mindanao. 
El 13 de mayo de 2019, Poe fue reelegida como Senadora con más de 22 millones de votos, siendo la segunda legisladora más votada, solo siendo superada por Cynthia Villar. 